# Stanisław Sorokin
Stanisław Nikołajewicz Sorokin (ros. Станислав Николаевич Сорокин, ur. 17 lutego 1941 w Moskwie, zm. 6 lutego 1991 w Nogińsku) – radziecki bokser, medalista olimpijski z 1964.
Walczył w wadze muszej (do 51 kg). Zdobył w niej brązowy medal na igrzyskach olimpijskich w 1964 w Tokio. Po pokonaniu trzech rywali przegrał walkowerem w półfinale z Arturem Olechem. Zwyciężył w Mistrzostwach Armii Zaprzyjaźnionych w 1963 w Łodzi
Był mistrzem ZSRR w wadze muszej w 1963, 1964 i 1965 oraz brązowym medalistą w 1961 i 1962.
Zakończył karierę w 1969. Jest pochowany na cmentarzu w Nogińsku.